# La Chevrolière
La Chevrolière là một xã thuộc tỉnh Loire-Atlantique, trong vùng Pays de la Loire ở phía tây nước Pháp. Xã này nằm ở khu vực có độ cao từ 0-22 mét trên mực nước biển. Theo điều tra dân số năm 2006 của INSEE, xã có dân số 4925 người.
Atlantique Air Assistance có văn phòng ở xã này.

## Liêt kết ngoàis
- La Chevrolière (tiếng Pháp)